# 슈메이커-레비 9 혜성
슈메이커-레비 9 혜성(영어: Comet Shoemaker–Levy 9, 공식 명칭 : D/1993 F2)은 1992년 7월에 여러 조각으로 분해되어 2년 후에 목성과 충돌한 혜성으로, 두 천체의 충돌은 처음으로 인류가 태양계 천체끼리 충돌하는 모습을 관찰한 사건이다. 이 충돌은 대중 매체에서 비중 높이 다뤄졌으며, 전 세계의 천문학자들은 충돌 과정을 상세히 관찰하면서 목성에 대한 정보를 얻고, 목성이 내태양계로 들어오는 소행성의 수를 줄여주는 역할을 하고 있음을 알아내었다.
슈메이커-레비 9 혜성은 천문학자 캐롤린 슈메이커, 유진 슈메이커, 데이비드 레비가 캘리포니아의 팔로마 천문대에서 발견하였으며, 발견 당시 혜성은 목성 궤도에 진입하여 충돌 궤도에 올랐던 상태였다. 이 혜성은 처음으로 행성 주위를 돌고 있던 혜성이었으며, 발견일 20~30년 전쯤 목성 궤도에 진입했다고 추정된다.
계산을 통해, 1992년 7월에 혜성이 목성의 로슈 한계 안쪽으로 진입했고, 목성의 기조력이 혜성을 잡아뜯어 파편 다수가 생겨났음이 밝혀졌다. 조각들의 크기는 약 2 km였다. 혜성"들"은 1994년 7월 16 ~ 22일에 목성의 남반구로 속력 60 km/s(216,000 km/h)로 차례차례 충돌했으며, 충돌로 생겨난 흔적은 대적반보다 눈에 잘 띄였고 여러 달 동안 유지되었다.

## 발견
1993년 3월 24일, 슈메이커 부부와 데이비드 레비는 캘리포니아의 팔로마 천문대에서 0.4 m 슈미트 망원경을 사용하여 근지구 천체를 찾는 프로그램을 진행하던 중, 정말로 우연찮게 혜성을 촬영하였다.
슈메이커-레비 9 혜성은 이름에서 유추할 수 있듯이 슈메이커 부부와 레비가 발견한 9번째 주기 혜성으로, 비주기 혜성까지 합하면 11번째 혜성이었다. 슈메이커-레비 9 혜성의 발견은 1993년 3월 27일 국제천문연맹 고시 제 5725호에서 공인되었다.
처음 찍힌 혜성 사진 1장으로도 혜성이 평범한 혜성이 아님을 알아볼 수 있었는데, 혜성이 길이 50 각초, 너비 10 각초 정도로 매우 퍼져 있고, 혜성의 핵이 여러 개가 존재했으며, 혜성이 목성으로부터 겨우 4°밖에 떨어져 있지 않았기 때문이다. 추후 혜성의 움직임을 관찰한 결과, 혜성과 목성이 가까워 보이는 것은 그저 바라보는 각도의 문제가 아니라, 혜성이 실제로 목성과 가깝기 때문이라는 것이 밝혀졌다. 이 결과를 기초로 하여, 슈메이커-레비 9 혜성의 핵이 여러 조각으로 나뉘어 있는 것은 목성의 기조력에 의한 것이라는 이론이 제기되었다.

## 목성을 도는 혜성
슈메이커-레비 9 혜성의 궤도를 분석한 결과, 혜성이 다른 모든 혜성들과 다르게 태양이 아니라 목성을 돌고 있음이 밝혀졌다. 혜성은 목성 궤도에 상당히 "느슨하게" 잡힌 상태였으며, 궤도 원점은 0.33 AU, 궤도 이심률은 0.9986 이었다.
혜성의 궤도를 거꾸로 계산한 결과 혜성이 1960 ~ 70년대 사이에 목성의 궤도에 잡혀 한 동안 목성을 돌고 있었음이 밝혀졌다. 이후 3월 15일 엔다테 긴의 사진, 3월 17일 오토모 사토루의 사진, 3월 19일 엘리너 헬린의 사진 등 3월 24일 혜성이 발견되기 전 혜성이 촬영된 사진들도 발견되었다. 1993년 3월 이전의 사진은 발견되지 않았으며, 따라서 슈메이커-레비 9 혜성은 목성에 잡히기 전에는 원일점이 목성 근방, 근일점이 소행성대 내부에 있는 소행성과 비슷한 혜성이었다고 추정된다.
어떤 천체가 다른 천체의 궤도에 들어가기 위해서는 그 천체의 힐 권에 들어가야 하는데, 슈메이커-레비 9 혜성의 경우에는 1960년대 후반 ~ 1970년대 초반에 혜성이 원일점에 근접할 무렵 혜성이 목성의 힐 권에 걸쳤으며, 이로 인해 목성이 혜성을 끌어당겨 목성 궤도를 돌도록 만들었을 것이라고 추정된다. 또한 이 사건이 일어날 즈음 혜성과 목성의 상대 속도가 낮아, 혜성이 목성에 수직으로 떨어지다시피 했을 것이며, 발견 당시 혜성의 이심률이 매우 높았던 이유가 이 때문이라고 여겨진다.
슈메이커-레비 9 혜성은 1992년 7월 7일, 목성으로부터 4만 킬로미터 떨어진 곳을 지났는데, 이 거리는 목성의 위성 중 가장 목성과 가까운 메티스보다 안쪽이었고, 목성의 로슈 한계 내부였기 때문에 기조력에 의해 혜성이 여러 조각으로 분해되었다. 이전에도 혜성이 목성과 가까이 접근한 적은 많았으리라 추정되긴 하지만, 7월 7일 접근이 가장 가까웠을 것이고, 혜성이 조각조각 갈라진 것은 이맘때쯤으로 보인다. 조각들은 각각 알파벳을 따서 "조각 A"부터 "조각 W"로 이름붙여졌다. 천문학자들은 슈메이커-레비 9 혜성의 각각의 조각 크기는 수백 미터에서 2 km까지 다양하며, 이들을 조합하면 쪼개지기 전 원래 핵의 크기는 5 km 내외, 1996년에 밝게 빛났던 햐쿠타케 혜성 정도의 크기였을 것이라고 추정했다.
행성학자들을 가장 놀라게 만들었던 사건은, 궤도 계산 결과 다음 접근 때 혜성이 목성의 중심에서 4만 5천 킬로미터 떨어진 곳을 지날 예정이었는데, 이 거리는 목성의 반지름(7만 km)보다 더 짧았으며, 이는 곧 혜성이 1994년 7월에 목성과 충돌한다는 것을 뜻했기 때문이었다. 몇몇 연구에서는 혜성 조각들이 5일에 걸쳐 목성에 순차적으로 낙하할 것이라고 추정하였다.

## 충돌 예측
목성과 충돌 예정인 혜성이 발견되자, 천문학회는 역사상 처음인 태양계 천체간 충돌이라는 점에서 흥분을 감추지 못했다. 시간이 지나면서 점차 궤도 계산 정밀도가 올라가자, 혜성이 목성과 충돌한다는 것은 명백한 사실이 되었다. 과학자들은 혜성이 목성과 충돌할 때 구름 밑의 물질들을 위로 분출시키면서 목성의 대기에 대한 새로운 정보를 얻을 수 있으리라고 기대했다.
혜성의 충돌에 대한 주요 논쟁거리 중 하나는 이 충돌이 지구에서 관측 가능할 것이냐, 아니면 보이지도 않을 작은 유성이 될 것이냐였다. 가장 낙관적으로는 목성 구름 위로 거대한 화염구가 지나가며 목성의 낮 부분에 떨어져 지구에서 선명하게 보일 것이라고 예측하였고, 어떤 이론에서는 충돌로 인해 행성에 지진파가 퍼져나가고, 성층권이 부풀어올라 고리가 커질 것이라고도 하였다. 하지만, 천문학자를 포함한 어떤 누구도 이런 충돌 사건을 경험해보지 못했기 때문에, 어느 예측이 맞을지조차도 알 수 없었다.

## 충돌

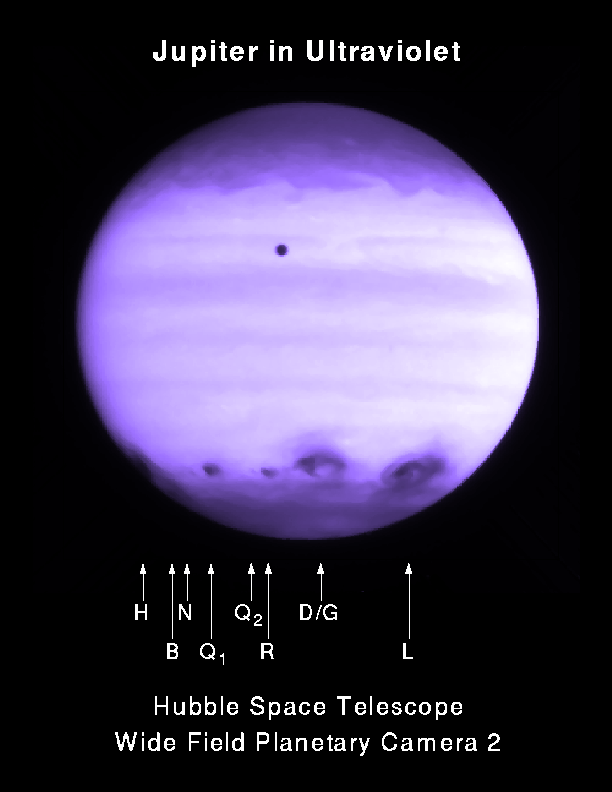
충돌 2.5시간 후의 목성을 자외선으로 촬영한 사진으로, 사진 위쪽 근방의 검은 점은 위성 이오이다.

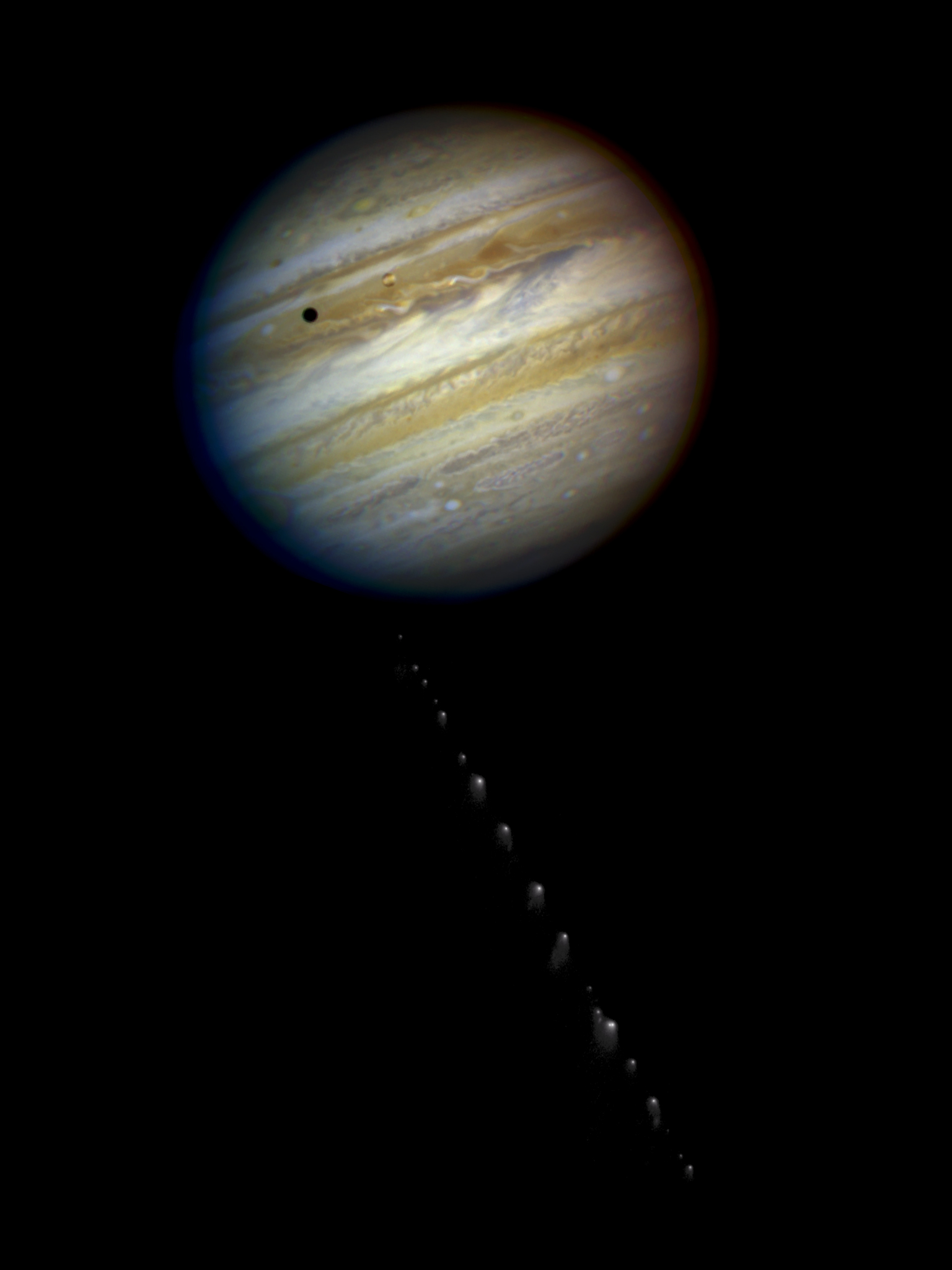
목성과 목성으로 낙하하는 슈메이커-레비 9 혜성의 모습.

충돌 날짜가 다가올수록 각종 예측이 난무했으며, 천문학자들은 지상 망원경 및 우주 망원경(허블 우주 망원경, ROSAT X선 망원경, 갈릴레오 탐사선 등)로 목성을 관측할 준비를 갖추고 있었다. 혜성 충돌은 지구에서 보이지 않는 부분에서 일어났지만, 갈릴레오 탐사선은 목성에서 1.6 AU 거리에서 충돌 모습을 관찰해냈다. 이후 목성의 자전속도가 워낙 빨라, 충돌 몇 분 후에 충돌 흔적이 바로 지구에서 관측 가능한 부분으로 나타났다.
한편 관련 없어 보이는 두 우주 탐사선들도 충돌을 관측할 준비를 갖췄다. 태양 탐사선 율리시스는 2.6 AU 거리에서 충돌 장소를 주시했으며, 5년 전 해왕성을 통과했던 보이저 2호는 44 AU 거리에서 충돌로 생겨날 1–390 kHz 대역 전파를 측정했다.

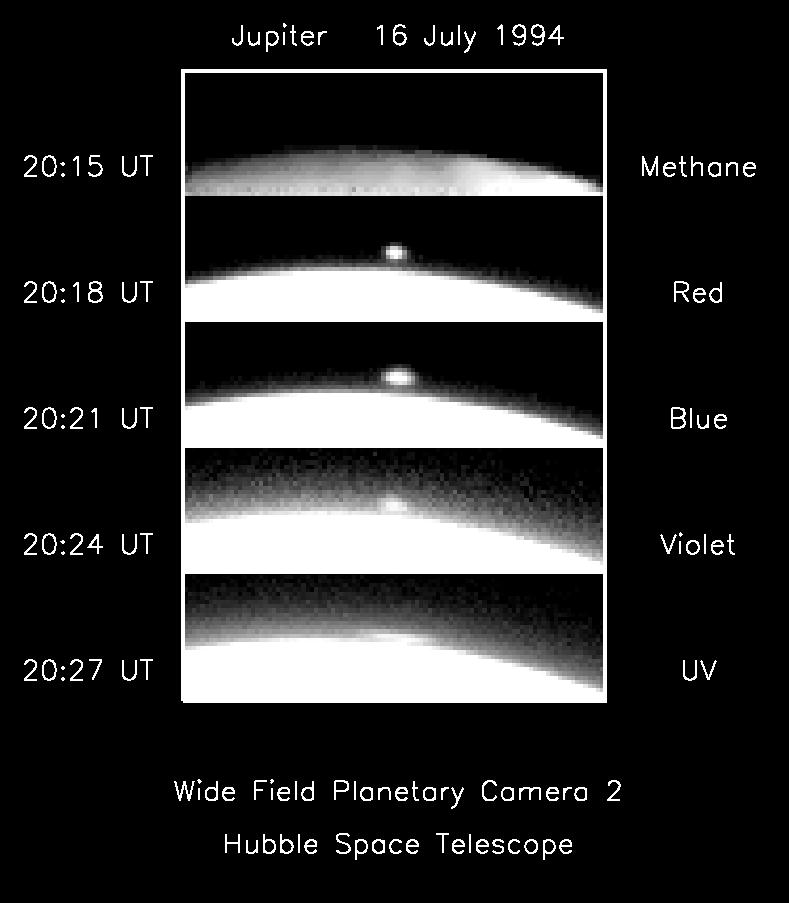
첫 충돌 때 허블 우주 망원경이 촬영한 화구.

첫 번째 충돌은 1994년 7월 16일 20:13(UTC)에 일어났으며, 혜성 핵은 목성 남반구에 60 m/s로 낙하했다. 갈릴레오 탐사선의 자료에 의하면, 첫 충돌 당시 화구의 온도는 24,000 K에 이르렀으며, 이후 40초 만에 1500 K까지 급속도로 냉각되었다. 충돌로 생긴 구름은 높이 3000 km에 육박했다. 충돌 몇 분 후 다른 화구들이 발견되었으며, 갈릴레오 탐사선의 온도 측정 결과에 따르면 이 화구들은 충돌로 인해 방출된 물질들이 다시 목성으로 떨어지는 것이었다. 지구 망원경들 또한 충돌 후 물질들이 솟아오르는 것을 발견하였다.
이미 발표된 예측들과는 상관없이 천문학자들은 화구를 볼 수 있을 것이라고 생각치 못했고, 충돌 때 목성 대기권이 어떻게 반응하며, 지구에서 이를 상세하게 관측할 방법 또한 알지 못한 상태였다. 충돌 이후 충돌 지역에는 빠르게 검은 점이 생겨났으며, 지름 6000 km(지구의 반)로 작은 망원경으로도 볼 수 있었다. 이 검은 점은 충돌 때 방출된 파편들로 인해 생겨났다고 여겨지며, 충돌 방향 앞쪽으로 초승달 모양을 이루었다.
이후 6일에 걸쳐서 21개 파편들이 차례대로 충돌했으며, 가장 큰 충돌은 7월 18일 7시 33분(UTC)에 조각 G가 낙하할 때였다. 이 충돌로 인해 생긴 점은 지름 12,000 km에 육박했고, 6백만 TNT 메가톤만큼의 에너지를 방출했다. 이후 충돌은 7월 22일, 마지막 조각 W가 충돌할 때까지 계속되었다.

## 관측 및 발견

### 화학적 연구

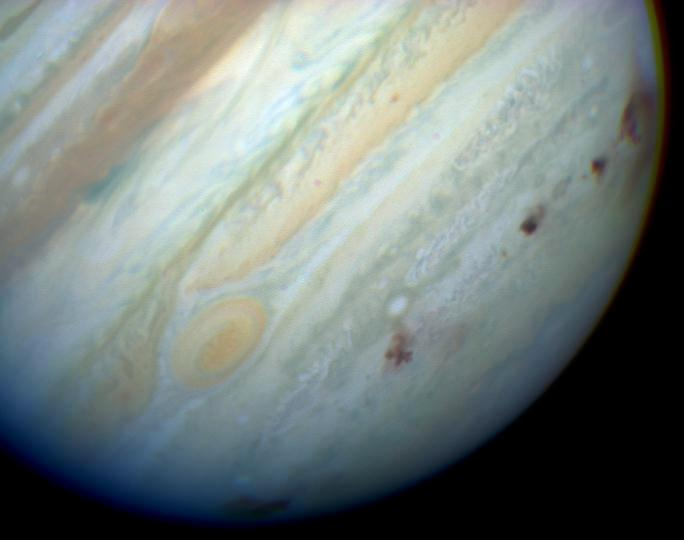
목성 남반구의 충돌 흔적.

과학자들은 혜성 조각이 대기권을 관통하며 대기 하부 물질들을 들어올림으로서 구름 아래의 물질들을 관찰할 수 있기를 바랬다. 분광기를 통해 흡수선을 분석한 결과, 목성의 대기에는 황(S2)과 이황화 탄소(CS2)가 포함되어 있음이 최초로 밝혀졌는데, 특히 S2가 발견되었던 천체는 목성 이전에 단 한 개밖에 없었다. 또한 암모니아(NH3) 및 황화 수소(H2S)도 감지되었다. 목성에서 발견된 황의 양은 작은 혜성 핵에서 나올 만한 양보다 훨씬 컸고, 이는 목성 자체에 이러한 물질이 원래부터 존재했음을 말한다. 천문학자들에게는 놀랍게도, 이산화 황 등 산소 관련 분자는 발견되지 않았다.
위에 설명한 분자들 이외에도, 철, 마그네슘, 규소 등 무거운 원자들 또한 감지되었고, 이는 혜성이 아니라 목성에서 나왔다고 거의 확실시된다. 또한 분광기를 통해 어느 정도의 물도 발견되었지만, 예측값만큼은 아니었고, 이는 구름 밑의 물 층이 예상보다 더 얇거나, 혜성이 충분히 대기권 속으로 깊숙히 들어가지 않았음을 나타낸다.

### 파동
기존에 예측되었듯, 혜성 충돌로 인해 속도 450 m/s의 파동이 목성 전체로 퍼져나갔고, 가장 큰 조각이 떨어질 때는 2시간 넘게 관찰되기도 했다. 이 파동은 도파관 역할을 하는 안정된 층에서 퍼져나간다고 추측되며, 몇몇 과학자들은 이 층이 대류권에 존재하는 이론상의 물 구름이라고 생각한다. 하지만 다른 자료에서는 혜성이 대류권 물 층까지 도달하지는 못한 것으로 나타나며, 파동은 성층권 내에서 퍼져나간 것으로 보인다.

### 기타 관측

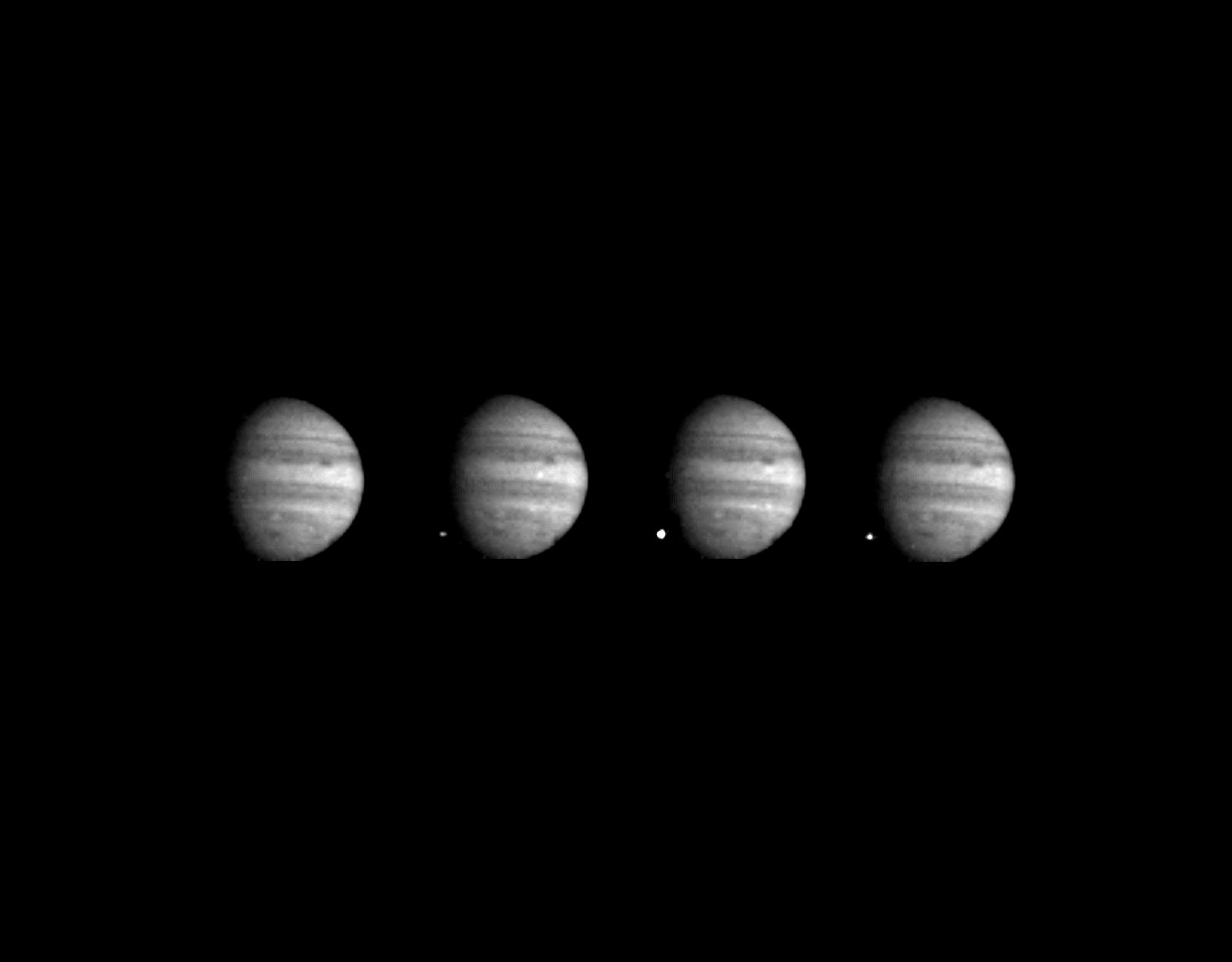
갈릴레오 탐사선이 7초 간격으로 촬영한 사진으로, 조각 W의 화구가 찍혀 있다.

전파 관측을 통해, 21 cm 대역에서 일반적인 흑체복사량의 120% 정도 되는 전파가 충돌 직후 방출되었음이 밝혀졌으며, 이 전파는 충돌로 인해 전자들이 방출되어 목성의 자기권 속으로 들어가 싱크로트론복사가 일어나서 방출된 것이라고 추측된다.
조각 K가 목성과 충돌한 후 1시간이 지났을 무렵, 충돌 지역 근처와 그 대척점에서 오로라가 관측되었다. 이 오로라의 발생 원인은 충돌 지역의 지질 상태와 목성 자기권의 구조를 상세히 알지 못하기 때문에 정확히는 모르지만, 충돌로 인해 발생한 충격파가 입자들을 가속시켜 태양풍과 비슷하게 대기 입자들과 충돌하여 오로라를 발생시켰을 것이라고 추정된다.
몇몇 과학자들은 충돌로 인해 이오 토러스에 영향이 갔을 것이라고 주장하였으나, 이후 고감도 분광기를 사용한 결과 충돌 직후 이오 토러스의 이온 밀도, 공전 속도, 온도의 변화량은 정상이었다.
보이저 2호는 아무것도 관측하지 못했으며, 추후 계산 결과 화구가 보이저의 감지 범위 바로 직전까지밖에 올라가지 못했던 것으로 드러났다. 율리시스에서도 아무것도 감지되지 않았다.

## 충돌 이후의 분석

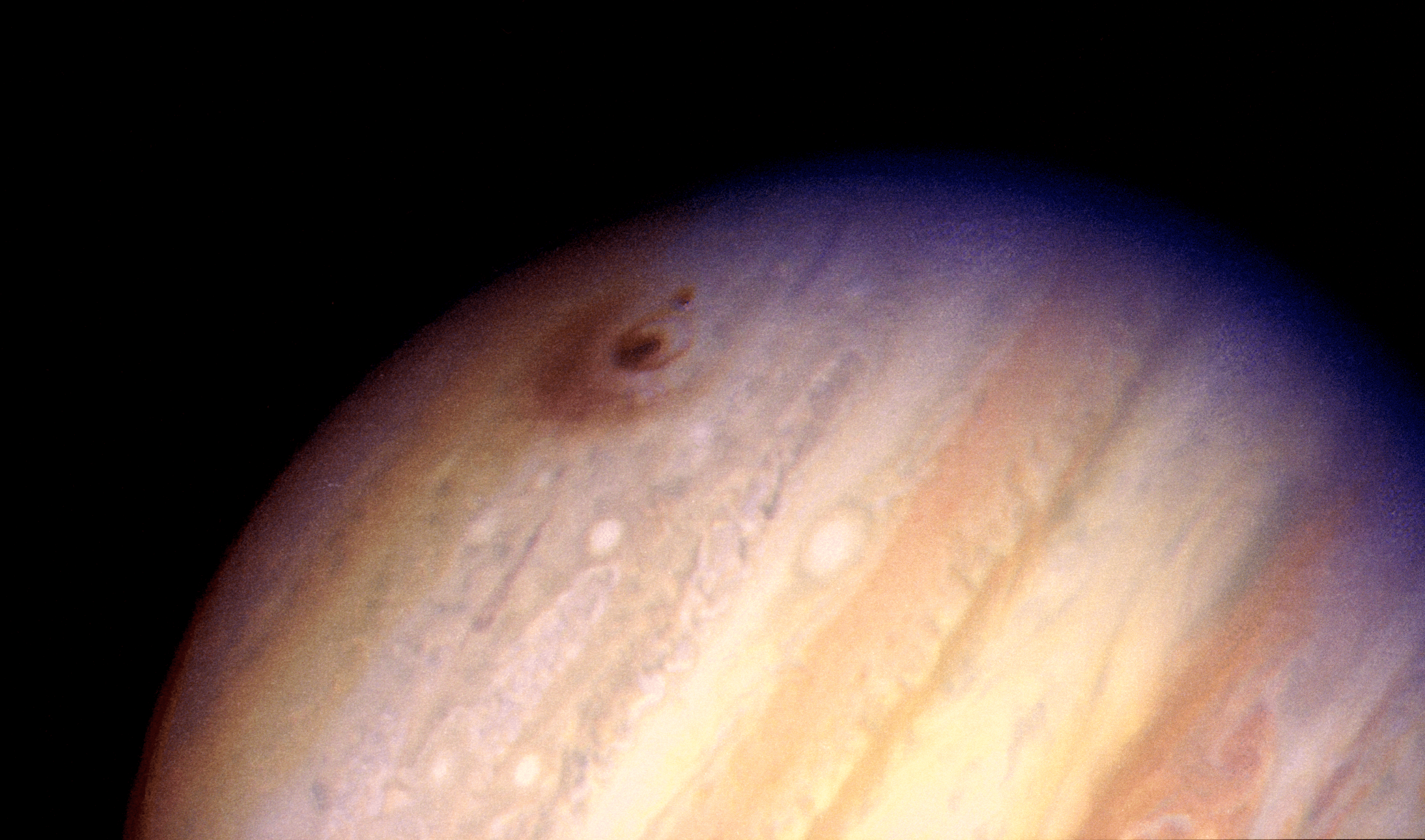
붉고 비대칭적인 충돌 흔적.

몇몇 연구에서는 조각나기 전의 슈메이커-레비 9 혜성, 즉 모혜성의 밀도와 크기를 계산하였으며, 지름은 1.8 km가량, 밀도는 약 0.5 g/cm3으로 추정된다. 특히 밀도의 경우, 이보다 밀도가 낮은 혜성일 경우 관측된 것처럼 많은 조각이 발견되지 않을 것이다.
충돌과 관련하여 놀라운 점 중 하나는 물이 발견되지 않은 것으로, 충돌 전에는 혜성 조각들이 대기압이 30 kPa ~ 수십 mPa (0.3 ~ 몇백 bar) 정도 되는 지점에서 분해되어 물 층을 뚫고 들어가 충돌 지역 부근이 파란색으로 덮일 것이라고 예측되고 있었다.
이후 천문학자들이 분석한 바에 따르면, 혜성은 아마도 예측 지점보다 훨씬 위쪽까지밖에 내려가지 못했고, 물 층을 통과하기는커녕 도달하지도 못했을 것이다. 가장 큰 조각조차 대기압 250 kPa 지점까지밖에 가지 못했고, 가장 작은 조각은 구름까지 가지도 못했을 것이다.

## 장기적 변화
목성에 남은 충돌 흔적은 몇 달 동안 관측이 가능했으며, 대적반보다 보기 쉬울 정도로 뚜렷했다. 역사상 이 혜성 충돌처럼 목성에 큰 흔적을 남긴 적은 없었다. 분광기로 관측한 결과 암모니아와 이황화 탄소가 충돌 14개월 후까지도 남아있음이 밝혀졌고, 특히 암모니아는 원래 대류권에 있어야 할 만큼의 암모니아가 성층권으로 올라온 상태였다.
충돌 후 온도 변화는 생각 외로 규모가 큰 곳이 작은 곳보다 더 컸는데, 큰 지역은 1주일이 지나기 전에 원래 온도로 돌아간 반면, 작은 지역은 2주일이 넘게 뜨거운 상태로 유지되었다. 목성 전체 성층권 온도는 충돌 직후 올라갔고, 2~3주가 지나자 충돌 전보다 오히려 내려갔으며, 이후 원래 온도로 되돌아갔다.

## 충돌의 반복성

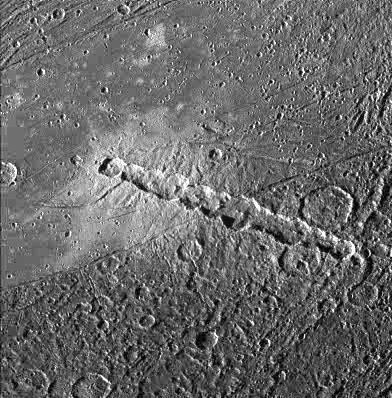
가니메데에 있는 사슬형 충돌구로, 슈메이커-레비 9 혜성의 충돌과 비슷한 충돌로 인해서 형성되었을 가능성이 높다. 사진 끝에서 끝까지는 약 190 km이다.

슈메이커-레비 9 혜성이 목성의 주위를 돌았다는 것은 그리 특별하지 않은데, 현재까지 혜성 5개(게렐스 3 혜성, 147P/쿠시다-무라마츠, 111P/헬린-로만-크로켓 등)가 잠시 동안 목성 주위를 돌았음이 밝혀져 있다. 목성을 도는 혜성들은 궤도가 불안정하리라고 예상되는데, 이는 보통 포획되면 궤도 이심률이 매우 커 궤도가 찌그러져 있으며, 궤도 원점에서 태양이 궤도에 섭동을 가하기 때문이다.
목성이 태양계에서 제일 큰 행성이기 때문에 목성이 천체를 포획하는 일은 자주 일어나지만, 슈메이커-레비 9 혜성 정도 크기의 천체는 흔하지 않다. 한 연구 결과에 따르면, 지름 0.3 km 정도의 혜성은 500년에 한 번 목성에 충돌하지만, 1.6 km 정도만 되도 기간이 6,000년 이상으로 늘어난다.
과거에 혜성들이 목성 주변에서 갈라져 목성과 목성의 위성들에 충돌했다는 확실한 증거가 아직도 남아있다. 보이저 탐사선들이 목성을 탐사하던 즈음, 행성 지질학자들은 칼리스토와 가니메데에서 사슬형 충돌구 13개를 찾아냈고, 당시에는 형성 원인을 알 수 없었다. 달에서 나타나는 사슬형 충돌구는 보통 커다란 충돌구에서 갈라져 나왔기 때문에 형성 원인은 커다란 충돌에서 방출된 "2차 충돌"로 인한 것이라고 여겨졌지만, 목성계에서는 사슬 주변에 그다지 커다란 충돌구가 위치하지 않았다. 그 후, 슈메이커-레비 9 혜성이 충돌하자, 과학자들은 이 사슬형 충돌구가 쪼개진 혜성 조각들이 순차적으로 충돌해서 생긴 것이라고 여긴다.

### 2009년 목성 충돌사건
2009년 7월 19일, 슈메이커-레비 9 혜성 충돌로부터 정확히 15년 후에, 목성 남반구에 태평양 정도 크기의 검은 점이 나타났다. 적외선으로 관측한 결과 해당 점의 온도는 높았고, 분광기를 동원하자 따듯한 암모니아와 규소가 많이 함유된 먼지가 대기권 상부에서 다량으로 검출되었다. 과학자들은 이 현상이 목성에 어떤 천체 하나가 또 떨어진 것으로 결론지었고, 떨어진 천체는 혜성보다 더 단단하고 작은, 소행성으로 추정된다.

## 우주 청소기
슈메이커-레비 9 혜성의 충돌을 통해, 목성의 "우주 청소기"로서의 역할이 주목받게 되었다. 많은 수의 혜성과 소행성이 목성의 강한 중력에 이끌려 목성과 충돌하여 목성이 내태양계로 진입하는 천체 수를 줄여주며, 목성이 없었다면 지구에 떨어지는 소행성 수는 현재보다 2000 ~ 8000배가량 많았으리라 여겨질 정도이다. 이 현상을 목성 장벽이라고 한다.
백악기 말 공룡 대멸종은 칙술루브 충돌구를 만들었던 백악기-팔레오기 충돌사건으로 인해 일어났다고 현재 받아들여지고 있으며, 이러한 충돌이 지구 생명체들에게는 심각한 위협임은 사실이다. 천문학자들은 만약 목성이 없어서 충돌 빈도수가 지금보다 몇천 배 높았다면 생물은 단세포를 벗어나지 못했을 것이라고 여긴다. 위 내용은 희귀한 지구 가설에도 포함되어 있는 내용이다.
현재, 태양계 내의 모든 천체들이 어떻게 소행성들에 영향을 주는지는 아직도 불투명하며, 2016년 진행된 시뮬레이션 결과, 목성이 소행성 충돌 빈도수를 오히려 늘리기도 함이 밝혀졌다.

## 같이 보기
- 목성의 대기
- 슈바스만-바흐만 3 혜성
- 비엘라 혜성

## 참고 자료
- Chodas P. W.; Yeomans D. K. (1996). 〈The Orbital Motion and Impact Circumstances of Comet Shoemaker–Levy 9〉.   K. S. Noll; P. D. Feldman; H. A. Weaver. 《The Collision of Comet Shoemaker–Levy 9 and Jupiter》. Cambridge University Press. 1–30쪽.
- Chodas P. W. (2002). “Communication of Orbital Elements to Selden E. Ball, Jr.”. 2017년 12월 5일에 확인함.